# Hidetaka Kanazono
Hidetaka Kanazono (født 1. september 1988) er en japansk fodboldspiller, som spiller for den japanske fodboldklub Ventforet Kofu.